# 荸荠皮堆黑粉菌
荸荠皮堆黑粉菌（学名：Dermatosorus eleocharidis）是属于黑粉菌目黑粉菌科皮堆黑粉菌属的一种真菌，寄生在荸荠上。该种分布于台湾、澳大利亚等地。